# Saltacja wykrotowa

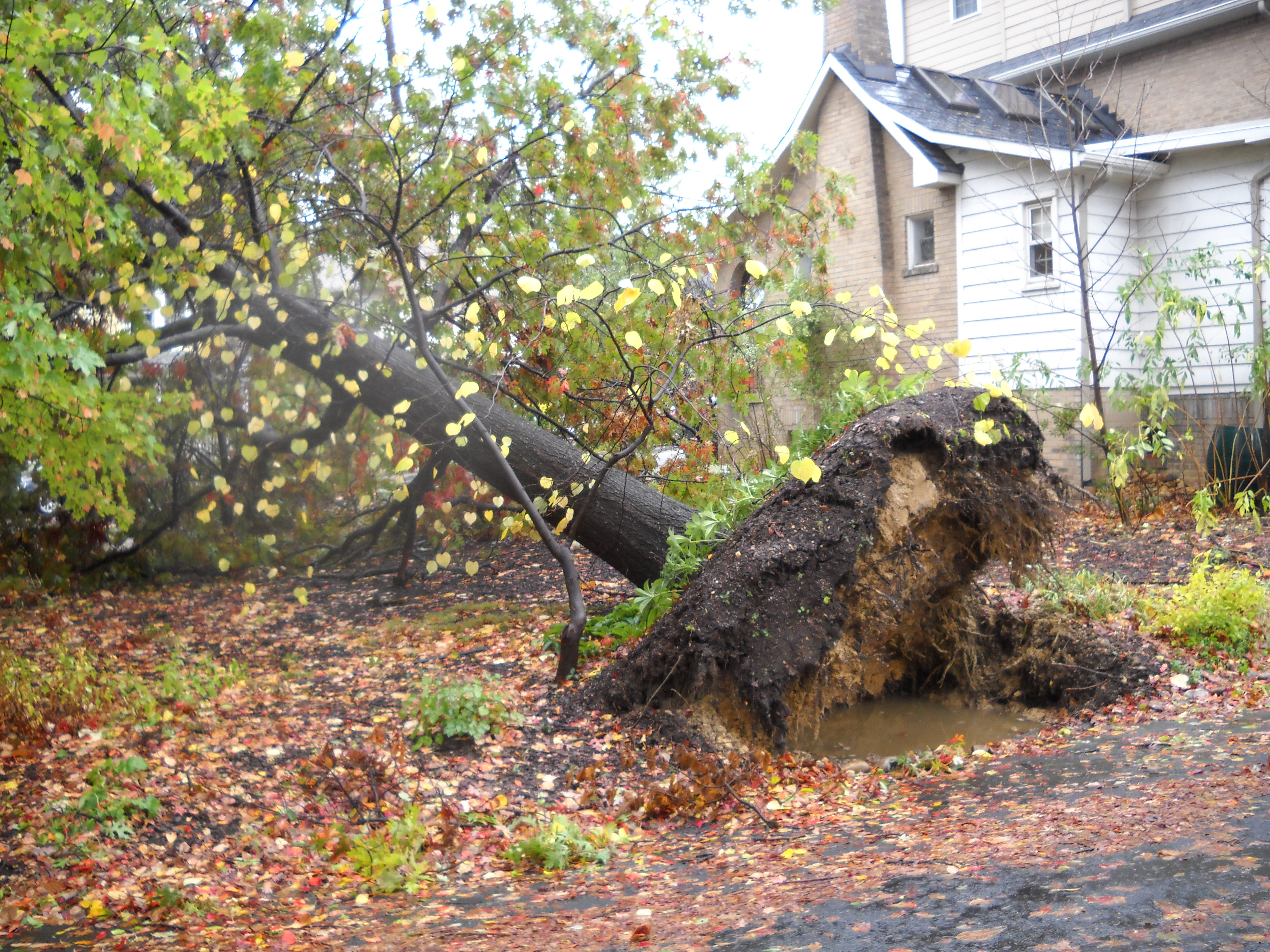
Saltacja wykrotowa (widoczny system korzeniowy, czyli karpa, wraz z wyrwanymi utworami glebowymi oraz zagłębienie)

Saltacja wykrotowa – naturalny, biogeomorfologiczny proces modulacji podłoża, polegający na wyrywaniu (razem z korzeniami drzew) utworów glebowo-zwietrzelinowych, jak również przemieszczaniu ich i osadzaniu w niedużej odległości od miejsca wyrwania.

## Charakterystyka procesu
Saltacja wykrotowa zachodzi w sytuacji, kiedy to pozioma siła składowa oddziaływująca na koronę i pień przekracza zdolność korzeni oraz gleby do utrzymania drzewa w miejscu, na którym rośnie. Proces kojarzony jest głównie z powstawaniem wiatrołomów o genezie meteorologicznej. W mniejszym stopniu jest on efektem innych zdarzeń, czy procesów, w tym m.in. wywracaniem się martwych pni po pożarach, osłabieniach szkodnikami, czy zanieczyszczeniami, oblepieniu okiścią, przejściu lawin, upadku meteorytu lub też w wyniku naturalnego ich obumarcia. Proces saltacji wykrotowej prowadzi do powstawania na dnie lasu martwego drewna w zróżnicowanym stopniu rozkładu, stanowiącego siedlisko dla różnego rodzaju organizmów. Jest też przyczyną budowania mikrotopografii terenu (zagłębienia i kopczyki), zmian w ekosystemach, ma wpływ na pedogenezę oraz gospodarkę leśną człowieka.

## Badania naukowe
W analizie saltacji wykrotowej stosuje się metodykę geomorfologiczną, a także metody badań procesów glebowych. W polskiej literaturze geomorfologicznej proces zaliczany jest do niszczącej działalności wiatru, a badanie kopców oraz zagłębień po systemie korzeniowym – do zakresu badań form pochodzenia eolicznego. W literaturze anglosaskiej natomiast proces ten zalicza się do procesów biogeomorfologicznych, związanych mniej lub bardziej bezpośrednio z produktywnością biologiczną. Z punktu widzenia procesów glebowych rozpatrywany jest natomiast jako składowa bioturbacji lub pedoturbacji.